# Cody McLeod
Cody McLeod (* 26. Juni 1984 in Binscarth, Manitoba) ist ein ehemaliger kanadischer Eishockeyspieler, der im Verlauf seiner aktiven Karriere zwischen 2001 und 2022 unter anderem 813 Spiele für die Colorado Avalanche, Nashville Predators und New York Rangers in der National Hockey League (NHL) auf der Position des linken Flügelstürmers bestritten hat.

## Karriere
Cody McLeod, der nie gedraftet wurde, startete seine Karriere als Eishockeyspieler bei den Portland Winter Hawks in der kanadischen Juniorenliga Western Hockey League (WHL), für die er von 2001 bis 2005 insgesamt vier Jahre lang spielte. In dieser Zeit kam er auch zu seinem Profidebüt, als er gegen Ende der Saison 2004/05 für die Adirondack Frostbite aus der United Hockey League (UHL) sechs Partien bestritt. Der Kanadier spielte in der folgenden Spielzeit sowohl für die Lowell Lock Monsters aus der American Hockey League (AHL) als auch für die San Diego Gulls aus der ECHL.
Im Juli 2006 erhielt der Flügelspieler als Free Agent einen Vertrag bei der Colorado Avalanche aus der National Hockey League (NHL). In seinem ersten Jahr kam er allerdings ausschließlich in der AHL für deren damaliges Farmteam, die Albany River Rats, zum Einsatz. Die Saison 2007/08 begann McLeod bei den Lake Erie Monsters, dem neuen AHL-Kooperationspartner der Avalanche. Sein Debüt in der NHL gab der Kanadier am 19. Dezember 2007 in einem Spiel gegen die Anaheim Ducks. Acht Tage später gelang ihm gegen die Detroit Red Wings sein erstes Tor in der NHL.
Nach zehn Jahren in Colorado und über 650 absolvierten NHL-Einsätzen für die Avalanche wurde McLeod im Januar 2017 zu den Nashville Predators transferiert. Die Predators schickten im Gegenzug Félix Girard nach Colorado. Mit Nashville erreichte McLeod in der Folge die Finalserie der Stanley-Cup-Playoffs 2017, unterlag dort allerdings den Pittsburgh Penguins. Im Januar 2018 sollte er über den Waiver in die AHL geschickt werden, wobei ihn jedoch die New York Rangers verpflichteten. In New York verbrachte der Angreifer etwas mehr als ein Jahr und absolvierte in diesem Zeitraum 56 Spiele für die Broadway Blueshirts. Im Februar 2019 holten ihn die Predators im Tausch für ein Siebtrunden-Wahlrecht im NHL Entry Draft 2020 nach Nashville zurück. Dort beendete er die Saison 2018/19 und unterzeichnete anschließend einen auf die AHL beschränkten Vertrag bei den Iowa Wild. Für die Iowa Wild war der Angreifer schließlich drei Spielzeiten – und zuletzt als Mannschaftskapitän – bis zum Ende der Spielzeit 2021/22 aktiv. Anschließend beendete der 38-Jährige im Juli 2022 seine aktive Karriere.

## Karrierestatistik
(Legende zur Spielerstatistik: Sp oder GP = absolvierte Spiele; T oder G = erzielte Tore; V oder A = erzielte Assists; Pkt oder Pts = erzielte Scorerpunkte; SM oder PIM = erhaltene Strafminuten; +/− = Plus/Minus-Bilanz; PP = erzielte Überzahltore; SH = erzielte Unterzahltore; GW = erzielte Siegtore; 1 Play-downs/Relegation; Kursiv: Statistik nicht vollständig)